# Kriminaldienstmarke
Die Kriminaldienstmarke (in Österreich: Kokarde), auch Polizeidienstmarke, dient, neben dem Dienstausweis, den Beamten der deutschen und österreichischen Kriminalpolizei als Legitimation gegenüber dem Bürger.

## Deutschland

### Erscheinungsbild

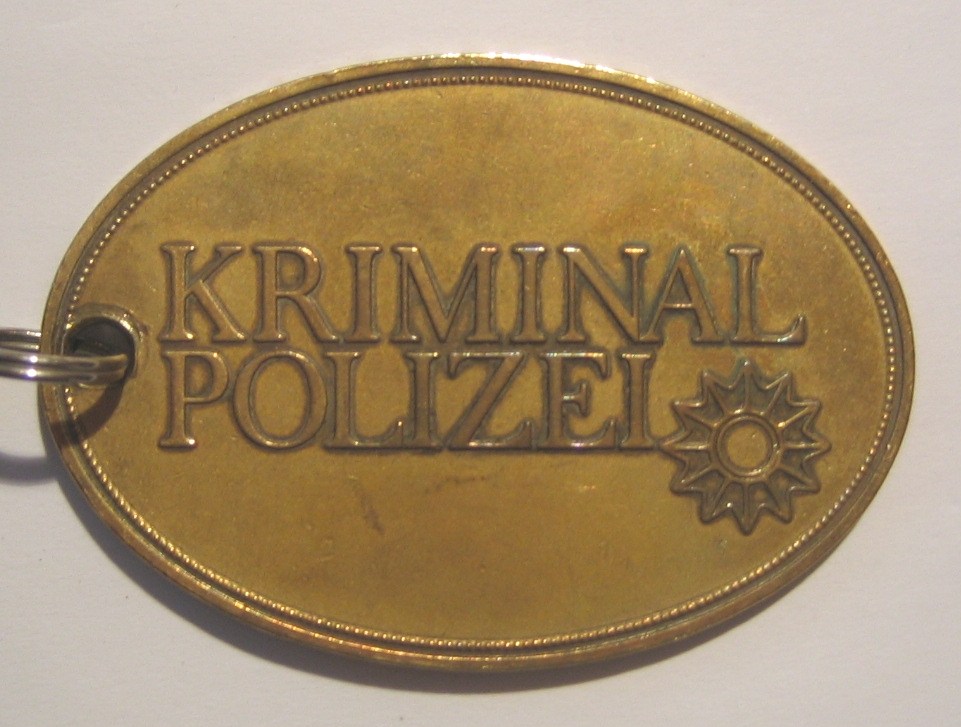
Vorderseite einer Kriminaldienstmarke

Die Dienstmarke ist eine ovale Messingscheibe, welche 60 mm breit, 42 mm hoch und 3 mm dick ist. Auf der Vorderseite ist das Wort „KRIMINALPOLIZEI“ in zwei Zeilen und ohne – rechtschreiblich eigentlich gebotenen – Trennstrich gesetzt sowie ein Polizeistern (ohne Landeswappen) abgebildet. Auf der Rückseite ist die ausstellende Dienststelle sowie das Bundes- oder Landeswappen abgebildet. Zusätzlich ist auf dieser Seite eine Nummer eingeschlagen.

Auf dem umlaufenden Rand der Kriminaldienstmarke sind die Wörter „Bundesrepublik Deutschland“ in Blockschrift eingeprägt.

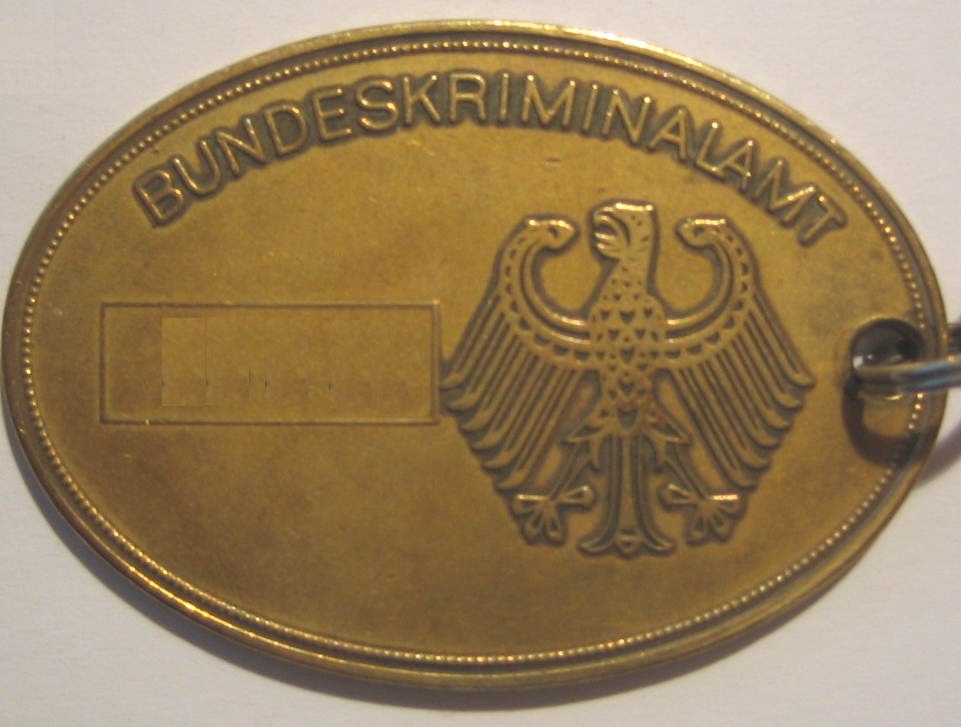
Kriminaldienstmarke des deutschen Bundeskriminalamtes (Rückseite) – Nummer mit Bildbearbeitung entfernt
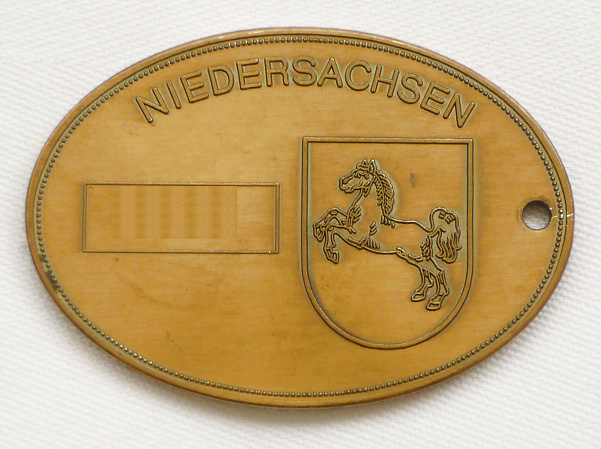
Kriminaldienstmarke  der Polizei Niedersachsen mit Landeswappen Sachsenross (Rückseite) – Nummer mit Bildbearbeitung entfernt

### Geschichte

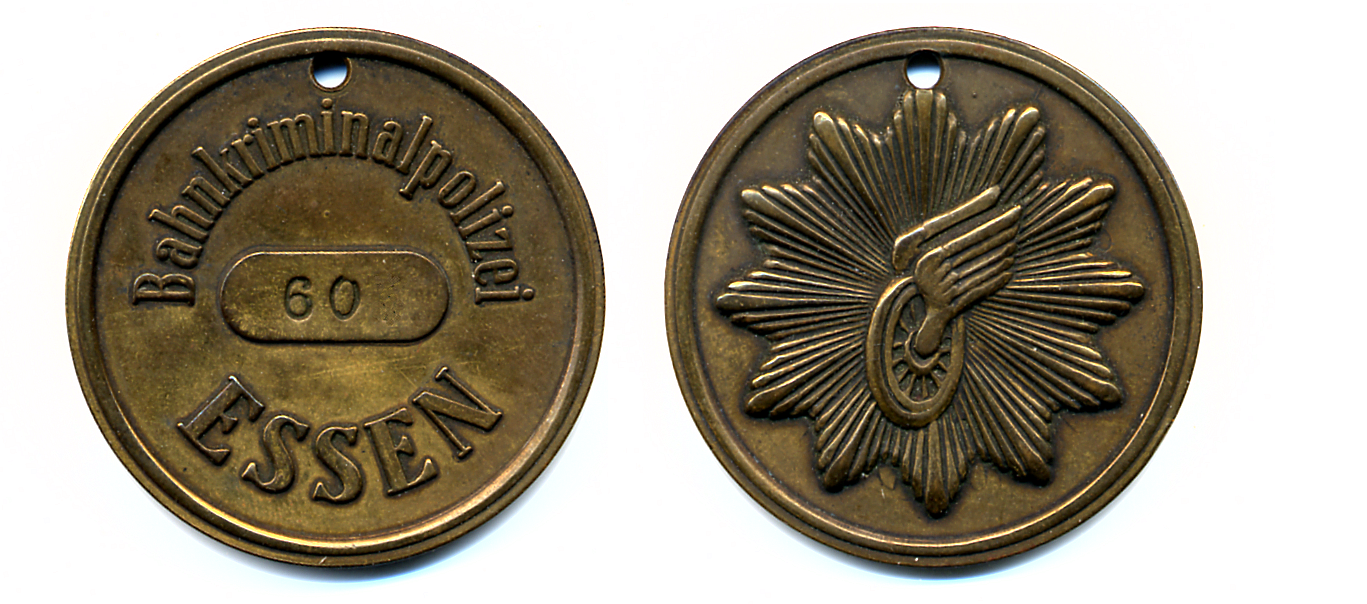
Ausweismarke der Bahnkriminalpolizei Essen 1946 bis 1953

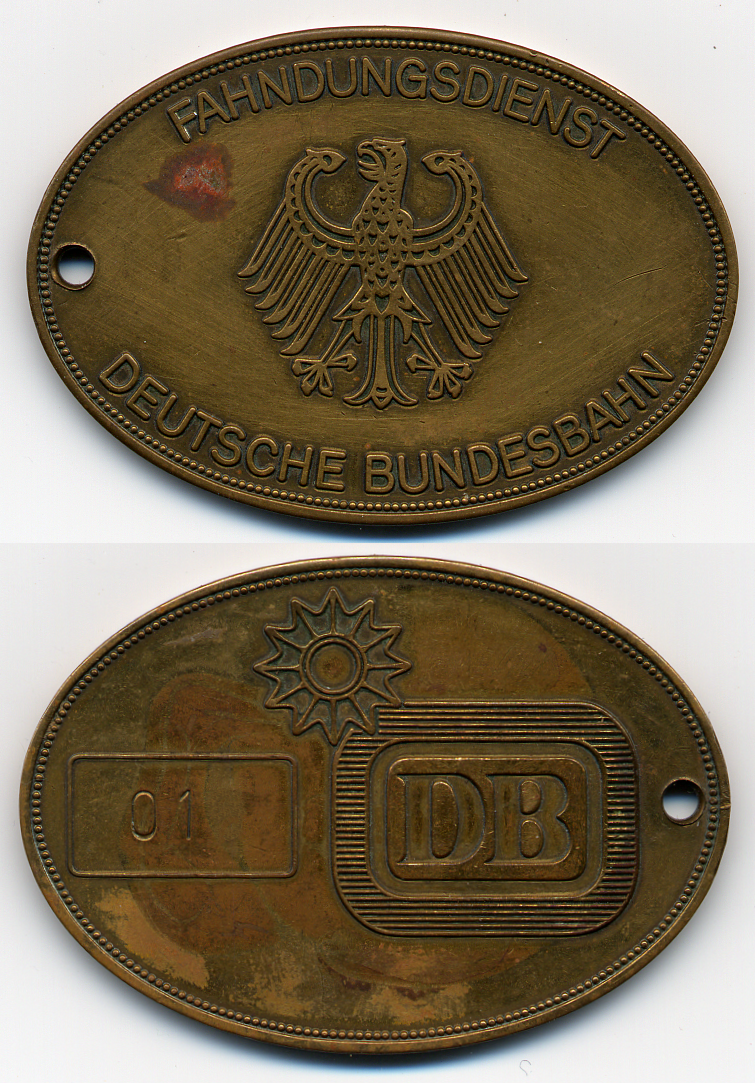
Bundeseinheitliche Ausweismarke des Fahndungsdienstes der Deutschen Bundesbahn 1974 bis 1992

Ursprung ist die Legitimationsmedaille der Koeniglich Preussischen Policei-Beamten. Die Aufgaben der damaligen Kriminalpolizei wurden Anfang des 19. Jahrhunderts im Preußischen Polizeireglement festgelegt. So enthielt etwa das Polizei-Reglement der See- und Handels-Stadt Danzig vom 4. Oktober 1814 in § 20 folgende Bestimmung:

„Die Polizeiofficianten dürfen bei Observationen und andern Geschäften, die sie am besten unerkannt verrichten können, in jeder angemessenen bürgerlichen Kleidung erscheinen. Sie müssen dann aber zu ihrer Legitimation unter der Weste auf der Brust eine Medaille tragen, welche auf der einen Seite den Preuß. Adler und auf der andern die Worte: Polizei von Danzig, führt. Jeder, dem diese Medaille vorgezeigt wird, ist verbunden, nicht nur den Anordnungen des Polizeiofficianten, der sich dadurch zu erkennen giebt, Folge, sondern auch demselben die Assistenz, welche er verlangt, sogleich unweigerlich zu leisten.“

Auch in der Weimarer Republik und während des Nationalsozialismus hatten Gestapo und Kriminalpolizei Dienstmarken.
Ab 1954 wurde bei den Polizeien der Bundesländer und im Bundeskriminalamt die noch heute gebräuchliche ovale Kriminaldienstmarke eingeführt.
Auch bei der Bahnpolizei wurden entsprechende Marken verwendet, dort allerdings zunächst, bis 1953, in einer runden Version mit der Aufschrift „Bahnkriminalpolizei“, dem Namen der ausgebenden Bahndirektion und dem Flügelrad auf der Rückseite. Später wurde diese Marke bundesweit einheitlich gestaltet, erhielt von 1953 bis 1974 eine runde Form mit der Aufschrift „Fahndungsbeamter der Deutschen Bundesbahn“ und der Dienstnummer, ab 1974 die ovale Form mit der Aufschrift „Fahndungsdienst Deutsche Bundesbahn“ und den Bundesadler auf der Vorder- und den Polizeistern, das Zeichen der Bundesbahn und die eingeschlagene Dienstnummer auf der Rückseite. Mit der Auflösung der Bundesbahn verschwand aber 1992 diese Marke.
Ferner werden bei Steuerfahndung und Zoll ähnliche Marken mit der entsprechenden Aufschrift verwendet.

### Funktion
Die üblicherweise an einer Kette gesicherte Marke dient (in Verbindung mit dem Polizeidienstausweis) den Polizeivollzugsbeamten der Kriminalpolizei dazu, sich trotz fehlender Uniform als Polizeibeamte zu legitimieren, wobei in einigen Bundesländern die Nummer der Dienstmarke mit der Nummer des Dienstausweises identisch ist. Die Dienstmarke alleine ist keine ausreichende Legitimierung.

### Rechtliches
Die Dienstmarken werden von der entsprechend zuständigen Behörde (z. B. Bundeskriminalamt, Landeskriminalämter) an die Vollzugsbeamten ausgehändigt, verbleiben jedoch im Eigentum der jeweiligen Behörde und müssen beim Ausscheiden aus dem Dienst wieder zurückgegeben werden. Angebote dieser Dienstmarken können daher unter Diebstahl, Unterschlagung oder Hehlerei fallen. Über die Ausgabe der Kriminaldienstmarken wird ein Verzeichnis durch die zuständige aushändigende Behörde geführt. Verloren gegangene Kriminaldienstmarken werden regelmäßig zur Sachfahndung ausgeschrieben.
Privatpersonen, die sich mittels nachgemachter Dienstmarken als deren Inhaber ausgeben, machen sich zudem der Amtsanmaßung strafbar, hinzukommen könnten weitere Straftaten wie Missbrauch von Titeln, Berufsbezeichnungen und Abzeichen oder Urkundenfälschung, insbesondere bei gefälschtem Dienstausweis.

## Österreich

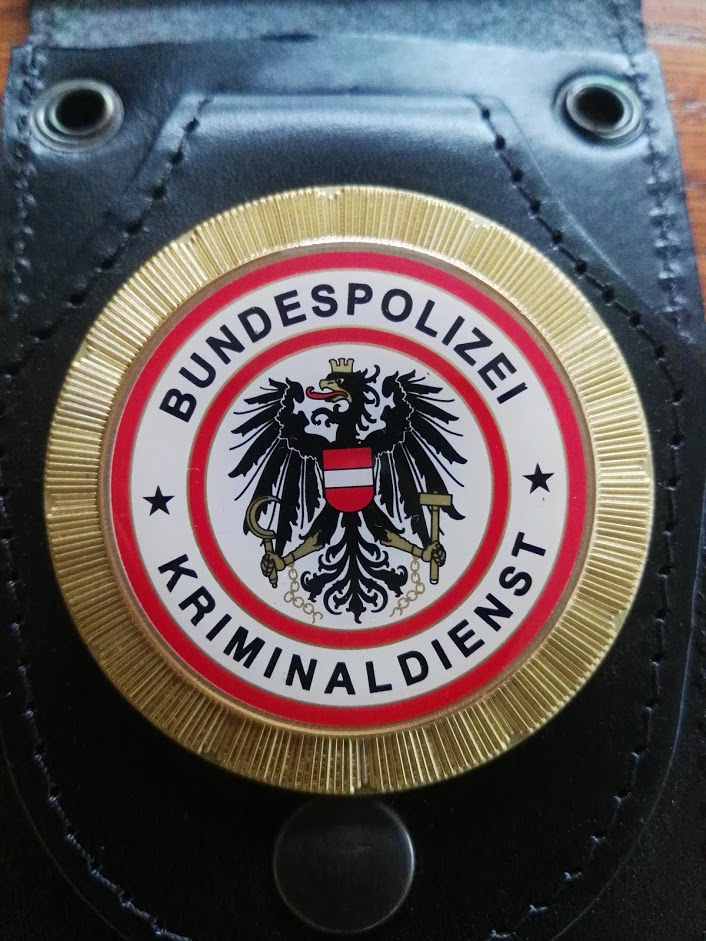
Kokarde der österreichischen Bundespolizei V.2 (gedruckt mit Kunstharz überzogen).

In Österreich wird mit Kokarde oder Dienstabzeichen auch ein metallenes, rundes Dienstabzeichen bezeichnet, welches von den im Kriminaldienst stehenden Exekutivbeamten der Bundespolizei zur Legitimation verwendet wird. Es trägt die Aufschrift „Bundespolizei Kriminaldienst“.  Im Bundeskriminalamt stehen Kokarden mit der Aufschrift „Bundeskriminalamt Österreich“ in Verwendung.
Gestaltungsgleiche Kokarden existieren allerdings nicht nur im Kriminaldienst, wie aus den verschiedenen Aufschriften hervorgeht:
- „Bundespolizei“
- „Bundespolizei Höherer Dienst“
- „Bundespolizei Leitender Kriminalbeamter“
- „Bundespolizei Erhebungsdienst“
- „Bundespolizei Höherer Sanitätsdienst“
- „Republik Österreich Bundespolizeidirektion“
- „Bundesamt Verfassungsschutz“
- „Landesamt Verfassungsschutz“
- „B.P.D Wien Sicherheitsbüro“
- „L.P.D Wien Sicherheitsbüro“
- „L.P.D Linz Sicherheitsbüro“
- „L.P.D Graz Sicherheitsbüro“
- „Sicherheitsdienst Berufsdetektiv“ o. „Berufsdetektiv Kriminalermittlung“
- „Republik Österreich Gerichtsvollzieher“
- bis 2005 ehemalige „Bundesgendarmerie“

Sie kennzeichnen  Beamte des rechtskundigen Dienstes mit Berechtigung zur Ausübung unmittelbarer Befehls- und Zwangsgewalt, die Chefärzte, Amtsärzte sowie andere besonders befugte Beamte.
Der Durchmesser der aktuellen Kokarde beträgt 4,8 cm, sie ist emailliert, hat einen Befestigungsklipp an der Rückseite und wird in einer Dienstausweismappe mit einer Halskette oder zur Befestigung per Knopf am Gürtel verwendet. Hinter der Dienstausweismappe ist ein Fach mit Sichtfenster für den Dienstausweis angebracht.
Der Durchmesser der alten Kokarden betrug ca. 4,7 cm mit einer Laschenbefestigung hinten, die an einer Lederlasche und zur Verhinderung eines Verlustes an einer Kette getragen wurde.
Es kommt manchmal vor, dass auch eine ältere Version der Kokarde dem neuen Beamten im Dienst ausgefolgt wird.

## Schweiz

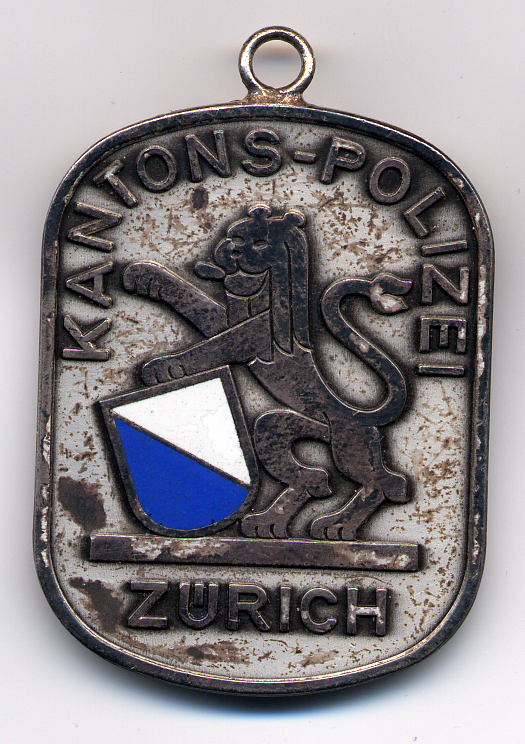
Dienstmarke der Kantonspolizei Zürich

In der Schweiz werden heute ausschließlich Dienstausweise verwendet. Die bei verschiedenen Kantons- und Stadtpolizeien früher benutzten Ausweismarken wurden nicht nur von Kriminalpolizeibeamten getragen, sondern auch von Beamten der Sicherheitspolizei im Zivileinsatz.

## Vereinigte Staaten
Viel bekannter und verbreiteter sind Polizeidienstmarken (englisch badge) in den USA. Dort gehören sie zur Standardausrüstung eines Polizeibeamten und gelten als Hoheitszeichen, das ihn offiziell als solchen ausweist. Besonders berühmt sind die Sheriff-Sterne. Der dafür heute sehr häufig verwendete Siebenzack-Stern (Seven Point Star) wurde nicht willkürlich ausgewählt: Jede Spitze repräsentiert einen Grundsatz der Sheriffs- oder Polizeiideologie, character, integrity, knowledge, honor, courtesy, loyalty and judgement; auf Deutsch: Charakter, Integrität, Wissen, Ehre, Höflichkeit, Loyalität und Urteilsvermögen. Teilweise werden jedoch auch fünf- oder sechszackige Sterne verwendet. Normale Polizeimarken dagegen sind meist in Form eines Schildes gestaltet. Die US-Polizei versteht dieses Abzeichen auch als Symbol des Vertrauens, das die Bevölkerung ihnen entgegenbringt. „The badge is a symbol of trust given to us by the community we serve“ (Commander Mike VanDeutekom, Estes Park Police); auf Deutsch: „Das Abzeichen ist ein Symbol des Vertrauens, das uns von der Gemeinschaft, der wir dienen, entgegengebracht wird.“

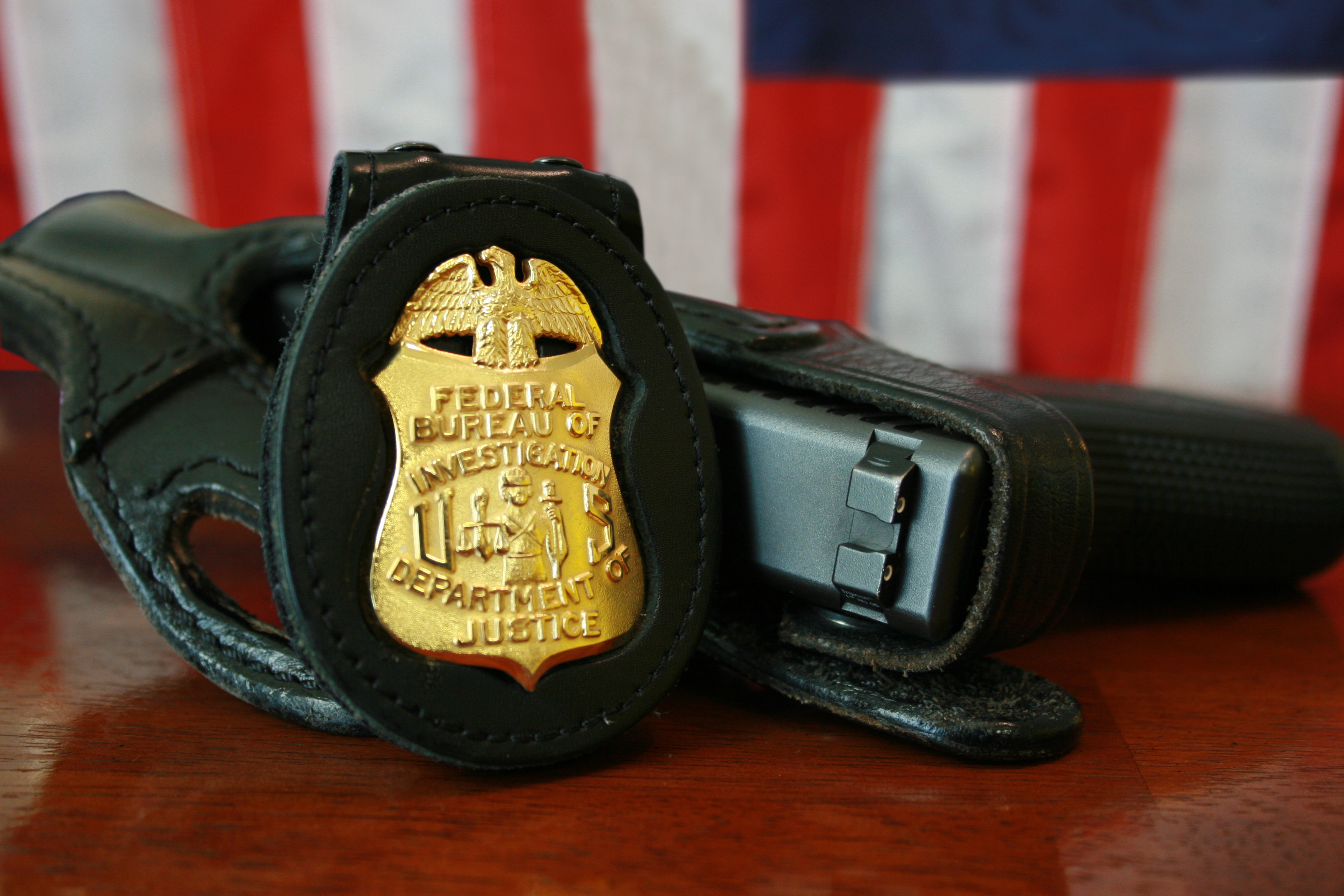
Die Dienstmarke eines FBI Special Agent
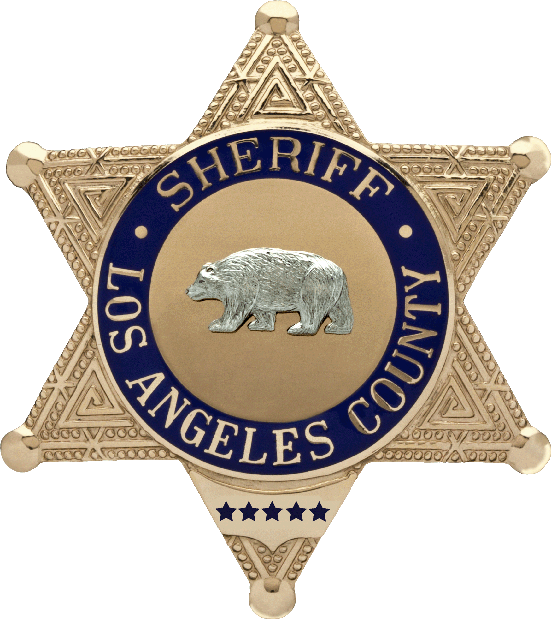
Sheriff-Stern des Los Angeles County Sheriff
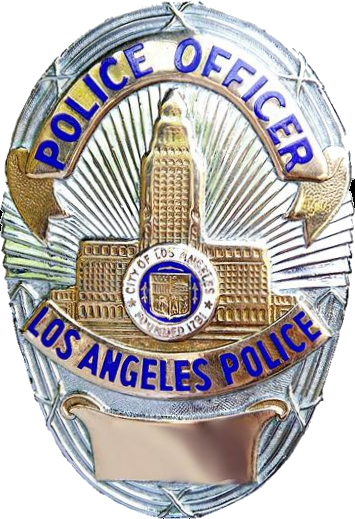
Dienstmarke eines LAPD Officers
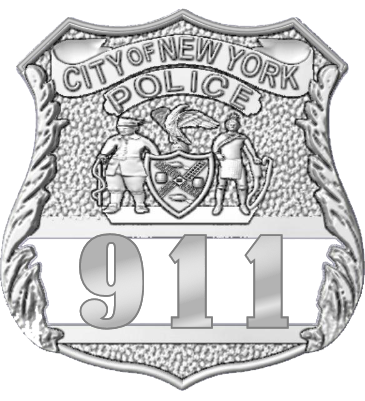
Badge eines NYPD Officers mit Dienstnummer
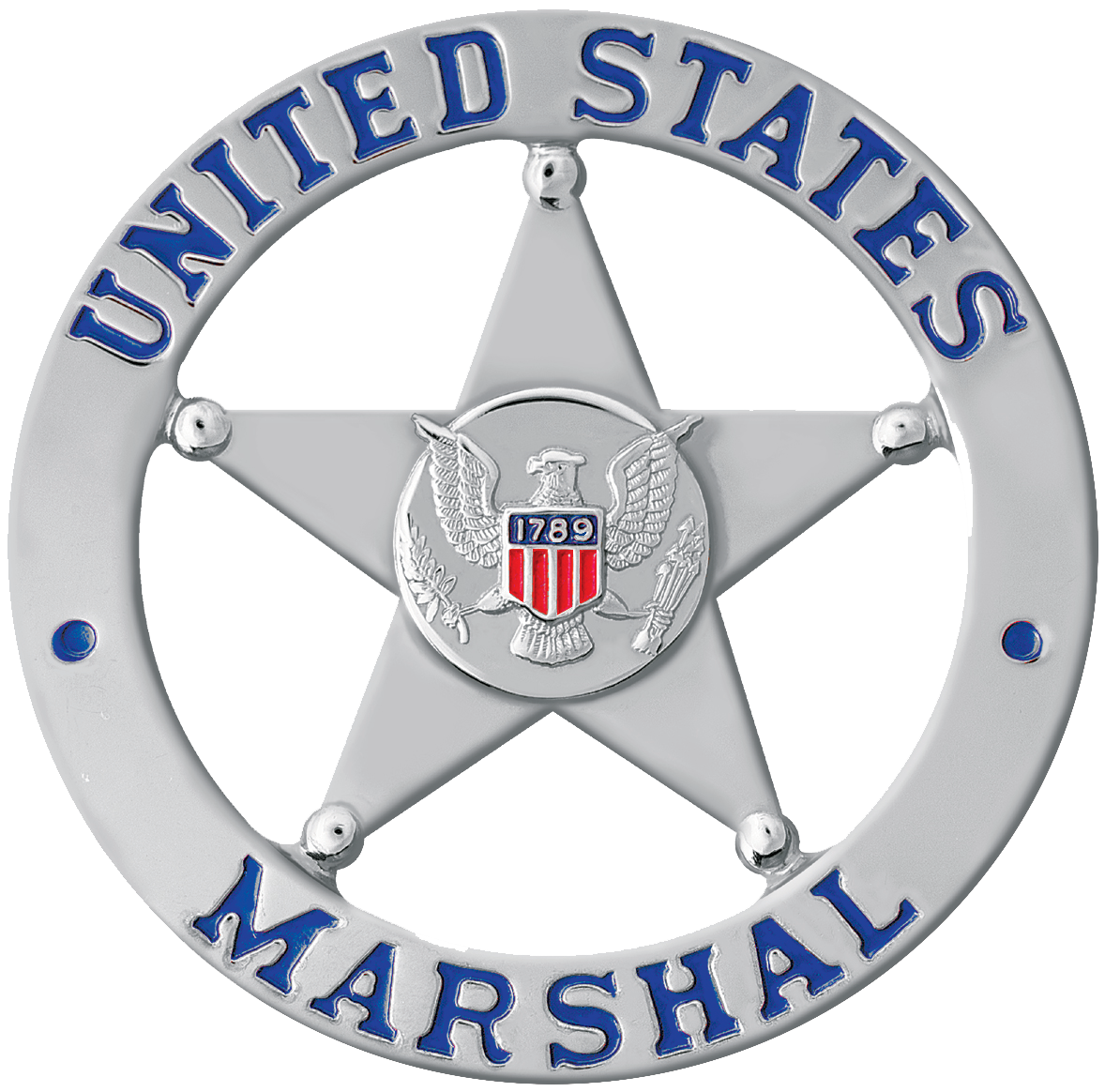
Marke eines US Marshals
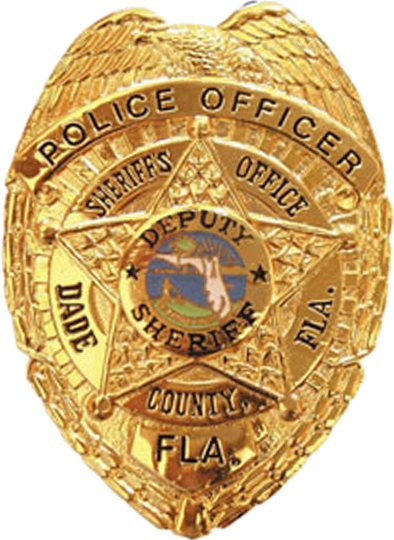
Badge des Miami-Dade Police Department
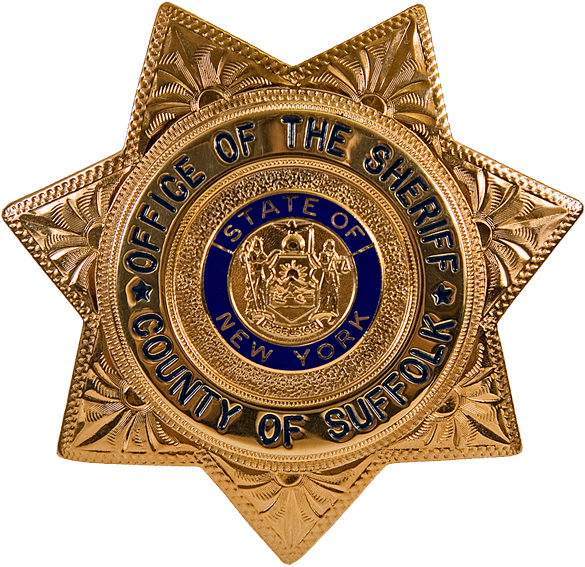
Sheriffstern des Suffolk County
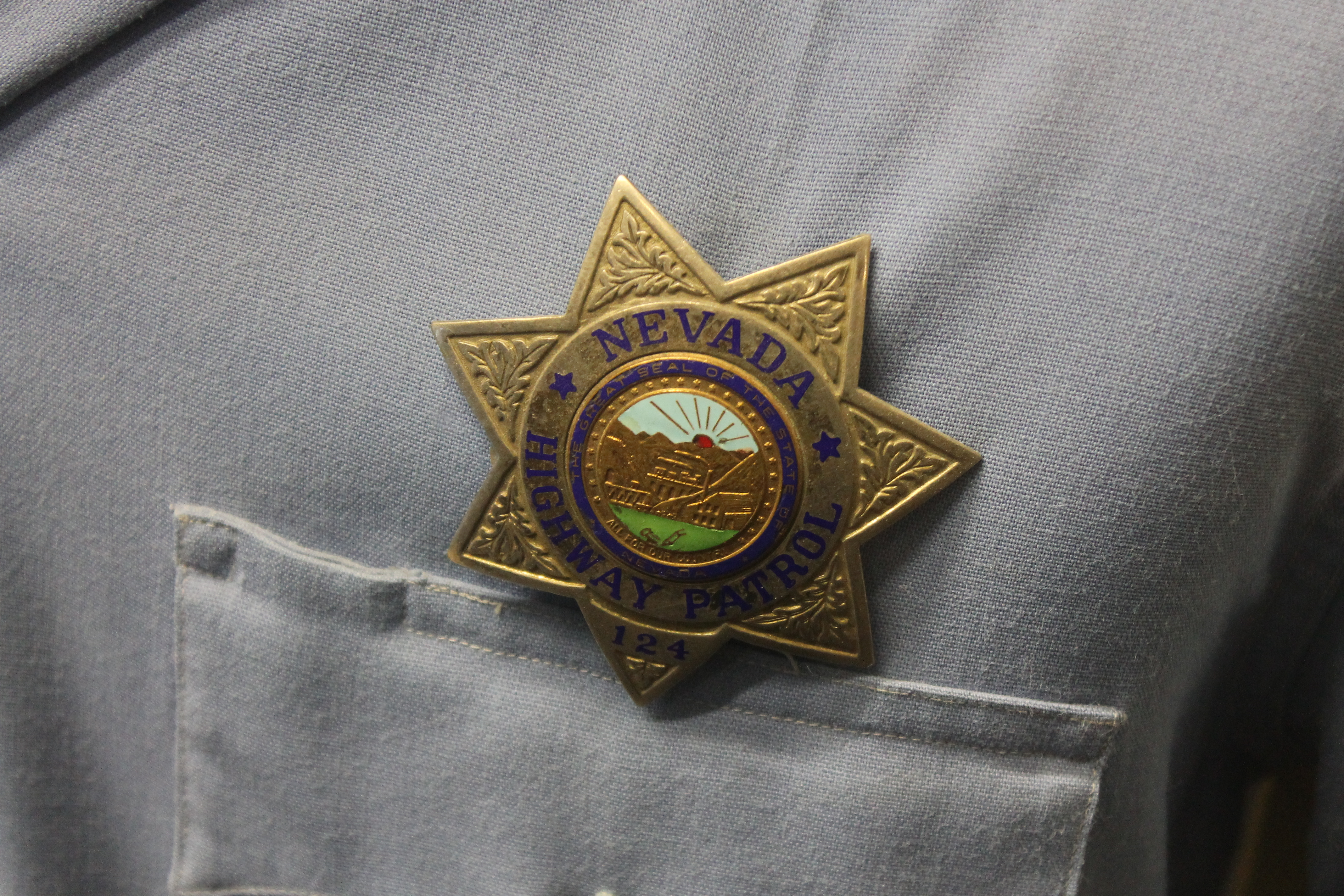
Stern an der Brust eines Polizisten